# Saint-Clément (Yonne)
Saint-Clément ist eine französische Gemeinde mit 2.813 Einwohnern (Stand: 1. Januar 2022) im Département Yonne in der Region Bourgogne-Franche-Comté. Sie gehört zum Arrondissement Sens und zum Kanton Sens-1. Die Einwohner werden Clémentins genannt.

## Geographie
Saint-Clément liegt nahe dem Fluss Yonne. Umgeben wird Saint-Clément von den Nachbargemeinden Soucy im Norden und Nordosten, Saligny im Osten, Sens im Süden sowie Saint-Denis-lès-Sens im Westen und Nordwesten.

## Geschichte
Hier soll an der Quelle des Azon (im heutigen Gemeindegebiet) die Heilige Kolumba von Sens den Märtyrertod gefunden haben. Durch die Gemeinde führte von Sens aus die Via Agrippa.
Während der französischen Revolution hieß der Ort Plaisance.

### Bevölkerungsentwicklung
| 1962 | 1968 | 1975 | 1982 | 1990 | 1999 | 2006 | 2012 |
| ---- | ---- | ---- | ---- | ---- | ---- | ---- | ---- |
| 1693 | 2136 | 2709 | 2869 | 2776 | 2887 | 2890 | 2801 |

## Sehenswürdigkeiten
- Kirche Saint-Clément aus dem 12. Jahrhundert, Umbauten aus dem 17. Jahrhundert

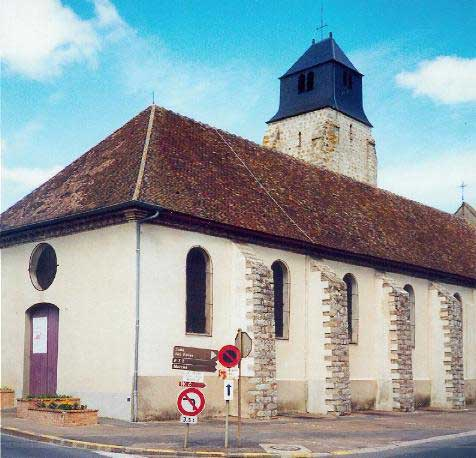
Kirche Saint-Clément

- Calvaire
- Park La Ballastière

## Persönlichkeiten
- Athanase Clouzard (1820–1903), Glasmaler, Fotograf und Verleger von Fotografien